# Мике Бал
Мике Бал (на нидерландски: Mieke Bal, с рождено име Мария Гертрудис Бал, р. 14 март 1946) е нидерландска литературна теоретичка и историчка на културата. От 1991 г. – професорка по литературна теория в Университета на Амстердам, където през 1993 г. става първи директор на новооснования Амстердамски институт по културология (Амстердамско училище за културен анализ, теория и интерпретация).

## Биография
Мике Бал завършва Френска литература и Сравнително литературознание в Университета на Утрехт през 1977 г. Между 1987 и 1991 г. работи като изследователка по сравнително литературознание и директорка на магистърска програма в Института за чужди езици, литератури и лингвистика към Рочестърския университет в Ню Йорк. Между 1991 и 1996 г. е гост професор по визуални изкуства и културология в Амстердамския университет, където от 1991 г. всъщност е на основна работа като професор по теория на литературата.
Областта на научните ѝ интереси обхваща литературната теория, семиотиката, визуалните изкуства, културологията, постколониалната и феминистката теория, изследванията на френската литература и култура, на Стария завет, на съвременната култура, но и на културата на XVII век. Трудовете на Бал са повлияни главно от Джудит Бътлър, Юлия Кръстева, Гаятри Чакраворти Спивак, Жил Дельоз, Жак Дерида и Хоми Баба.
През 2004 – 2005 г. Мике Бал сътрудничи на художника Шарам Ентекаби върху серия от видео творби по темата за миграцията: „Glub“, „Road Movie“, „Lost in Space“, „eye contact“.
През 2003 г. Мике Бал взима участие и в производството на филм за арабските имигранти във Франция.

## Идеи
За Бал анализът на културата е „дейност на интензивно изучаване на културни обекти“, а изследователят ще постигне максимален резултат само ако срещне рецептивната естетика с феноменологията и с „плътното описание“ на етнометодологическия анализ. При Бал могат да се отбележат и критични реакции към антропологическия пантекстуализъм – напр. при настояването ѝ за специфичната нетекстуална природа на зрителното възприятие.